# Útok bílé myšky I
Útok bílé myšky I je hra pro počítače Sinclair ZX Spectrum a kompatibilní (například Didaktik). Jedná se o hru českého původu. Autorem hry je Jiří Brabec (Jousoft HKK). Vydavatelem hry byla společnost Proxima - Software v. o. s., hra byla vydána v roce 1993 jako součást souboru her Heroes.
Hlavní postavou hry je bílá myška, která chce utéct z laboratoře. Aby mohla úspěšně utéct, musí vyřešit několik úkolů. Na útěku se setká se šíleným vědcem, laborantkou, učeným myšákem a zlým myšákem. Dokončení útěku může bílá myška provést dvěma způsoby.
Hru je možné ovládat pomocí klávesnice nebo Kempston joysticku.
Hra byla později portována na platformu Amiga, v této verzi je hudební doprovod během hry od Miroslava Hlavičky (Scalex).